# Nyctobrya simonyi
Nyctobrya simonyi is een vlinder uit de familie uilen (Noctuidae). De wetenschappelijke naam is voor het eerst geldig gepubliceerd in 1889 door Rogenhofer.
De soort komt voor in Europa.